# Irina Karavaeva
Irina Vladimirovna Karavaeva (in russo Ирина Владимировна Караваева?; Krasnodar, 18 maggio 1975) è un'ex ginnasta russa, specializzata nel trampolino elastico.
Nota come la ginnasta russa più titolata nella disciplina di trampolino elastico, iniziò la carriera sportiva praticando il tumbling, passando dopo al trampolino. Il suo allenatore divenne Vitaly Dubko. Partecipò ai Giochi Olimpici dal 2000 al 2008, concludendo la carriera sportiva 2 anni dopo, con un oro ai Campionati Mondiali di Trampolino a Metz, in Francia.
È ben nota nell'ambiente della ginnastica per la sua dedizione e la sua professionalità. Ciò si è reso evidente soprattutto durante i Campionati Mondiali del 1999 a Sun City in Sudafrica, nei quali vinse il suo terzo titolo mondiale, nonostante il forte dolore alla schiena, che la portò in una clinica per i due mesi successivi.
Durante i Campionati del Mondo di Trampolino del 2001, svoltisi a luglio, nella città danese di Odense, la medaglia d'oro venne assegnata a Karavaeva in modo errato a seguito di un grave errore di valutazione. Karavaeva, ai World Games nell'agosto 2001, fece la seguente dichiarazione; "Sono molto dispiaciuta per l'errore dei giudici ai Campionati del Mondo in Danimarca, ritengo necessario correggere questo errore e ho deciso di consegnare la medaglia d'oro alla mia amica Anna Dogonadze della Germania, nello spirito di amicizia e lealtà." Le regole della Fédération Internationale de Gymnastique stabiliscono che una volta assegnata una medaglia, i risultati ufficiali non possono essere modificati. Tuttavia, il presidente della FIG nonché membro del CIO, il sig. Bruno Grandi, fece un'eccezione a questa regola e consentì di correggere l'errore. Ciò ha portato a Irina Karavaeva ad ottenere la medaglia d'argento per l'evento in questione. A seguito di questa sua presa di posizione, ha ricevuto il premio International Fair Play dalle mani del Presidente del CIO, Jacques Rogge.

## Palmarès

### Olimpiadi
- 1 medaglia:
  - 1 oro (Sydney 2000 nell'individuale)

### Mondiali
- 19 medaglie:
  - 12 ori (Porto 1994 nell'individuale; Porto 1994 a squadre; Vancouver 1996 a squadre; Sydney 1998 nell'individuale; Sydney 1998 a squadre; Sun City 1999 nell'individuale; Sun City 1999 a squadre; Hannover 2003 a squadre; Eindhoven 2005 nell'individuale; Eindhoven 2005 nel sincro; Quebec 2007 nell'individuale; Metz 2010 nel sincro)
  - 5 argenti (Vancouver 1996 nell'individuale; Odense 2001 nell'individuale; Eindhoven 2005 a squadre; Quebec 2007 nel sincro; San Pietroburgo 2009 a squadre)
  - 2 bronzi (Sun City 1999 nel sincro; Quebec 2007 a squadre)

### Giochi mondiali
- 2 medaglie:
  - 1 argento (Duisburg 2005 nel sincro)
  - 1 bronzo (Akita 2001 nel sincro)